# Uhudler

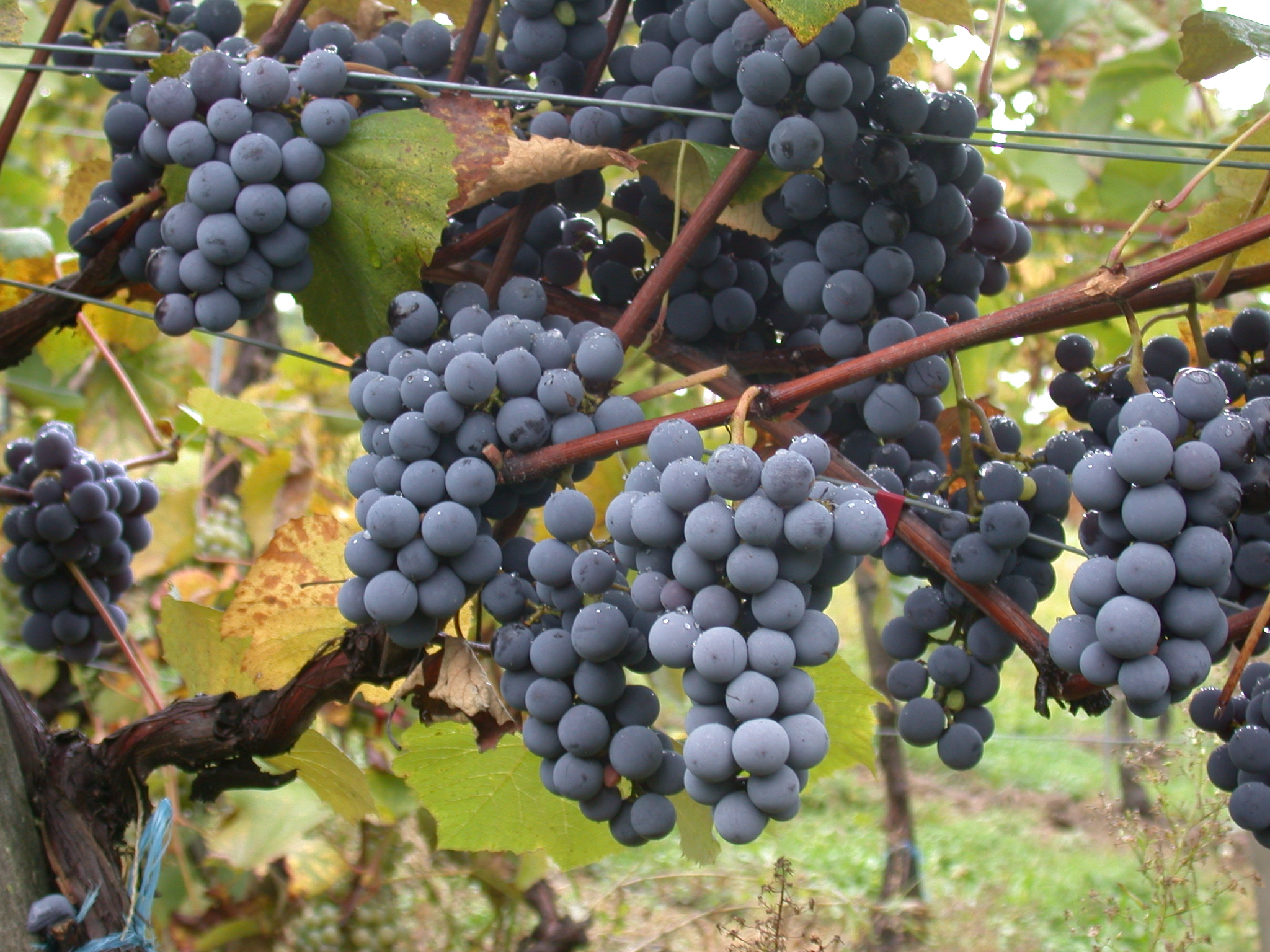
Rebstock mit Ripatella-Trauben kurz vor der Lese

Uhudler ist der Name eines Weines, der aus bestimmten Direktträgersorten im österreichischen Südburgenland erzeugt wird. Insbesondere die Gemeinden Heiligenbrunn und Eltendorf gelten als Zentren des Anbaus. Er wird unter anderem aus Trauben der Ur-Rebsorten Concord, Elvira und Delaware als Cuvée hergestellt, und ähnelt je nach Ausbauart und Zusammensetzung einem hellen Rotwein oder Rosé. Seine seltener angebauten weißen Sorten sind meist stroh- bis hellgelb. Aufgrund der Annahme, seine Konsumation würde sich negativ auf die Gesundheit auswirken, kam es im 20. Jahrhundert zu schrittweisen Verkehrsbeschränkungen bis hin zu einer temporären Prohibition. Der teils rebellisch ausgetragene Disput zwischen Behördenvertretern und lokalen Weinbauern wie Johann Trinkl förderte den Bekanntheitsgrad des Weines, und führte 1995 schließlich zu einer Aufhebung des Verbotes.

## Etymologie
Zur Herkunft der Bezeichnung Uhudler gibt es mehrere Vermutungen. Einer weit verbreiteten Annahme folgend, leitet sich der Name vom Erscheinungsbild der Winzer nach übermäßigem Konsum des Weines ab: Diese seien von ihren Frauen aufgrund ihrer großen Augenringe häufig mit einem Uhu verglichen worden. Einer anderen Theorie nach leitet sich der Name von einem Tongefäß namens Udler ab, aus dem der Wein früher getrunken wurde. Hierbei handelte es sich um eine Art Plutzer mit zwei Löchern. Aus dem einen wurde getrunken, das andere sollte eine regelmäßige Luftzirkulation sicherstellen.

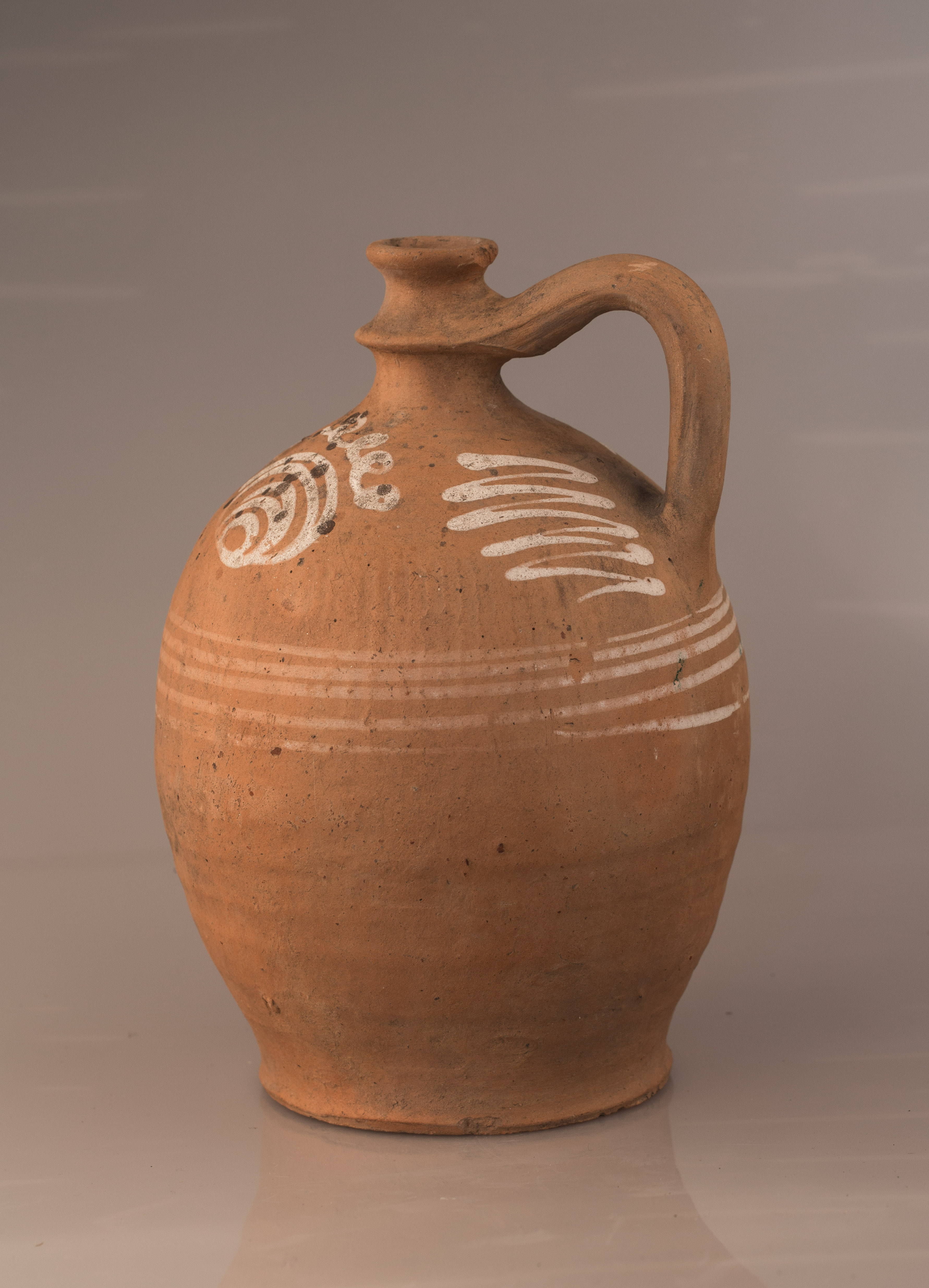
Der Uhudler wurde traditionell aus einem Plutzer getrunken

Die Weine der Direktträgersorten des Uhudler sind in Österreich auch als Heckenklescher oder Rabiatperle bekannt. Beide Bezeichnungen sind aber eher negativ konnotiert und haben ihren Ursprung in der vermeintlich gefährlichen Wirkung der Uhudlersorten im Vergleich zu Edelweinen. Diese würden rabiat machen und man würde schnell das Gleichgewicht verlieren und in die Weinhecke kleschen. Der Begriff Klescher steht in Österreich für das Geräusch bei einem Zusammenstoß oder für einen Klescher haben (verrückt sein).

## Anbaugebiet
Das Anbaugebiet des Weines liegt im Südburgenland in den Bezirken Güssing und Jennersdorf, im kleinsten Weinbaugebiet des Burgenlandes, das auch als Weinidylle (siehe Naturpark in der Weinidylle) bekannt ist. Die Nutzung der gemeinsamen Wort- und Bildmarke Uhudler ist nur Weinbauern aus einer der 25 Mitgliedsgemeinden des Vereins der Freunde des Uhudler erlaubt, deren Weine eine Qualitätsprüfung – bei der Sortencharakter, Reintönigkeit und Sauberkeit geprüft werden – bestehen.

Gemeinden, in denen Uhudler produziert werden darf

Diese 25 Gemeinden sind Bildein, Burgauberg-Neudauberg, Deutsch Kaltenbrunn, Eberau, Eltendorf, Gerersdorf-Sulz, Großmürbisch, Güssing, Heiligenbrunn, Heiligenkreuz im Lafnitztal, Inzenhof, Jennersdorf, Kleinmürbisch, Königsdorf, Kukmirn, Mogersdorf, Moschendorf, Mühlgraben, Neuhaus am Klausenbach, Neustift bei Güssing, Strem, St. Martin an der Raab, Tobaj, Tschanigraben und Weichselbaum.
Als Zentren des Uhudler-Anbaus gelten die Gemeinde Heiligenbrunn mit ihrem historischen Kellerviertel sowie die Gemeinde Eltendorf mit ihrem Uhudlerviertel. Von administrativer Bedeutung für das Weinbaugebiet ist auch das in der gleichnamigen Gemeinde liegende Weinmuseum Moschendorf. In diesem haben der Verein der Freunde des Uhudler, der Naturpark Weinidylle und der Südburgenland Tourismus ihren Sitz.
Manche der Direktträgerweinsorten dürfen ausschließlich in ausgewählten Gemeinden im südlichen Burgenland sowie auf einer Fläche von 40 Hektar in der Steiermark angebaut werden. Da diese, dem Uhudler ähnlichen Direktträgerweine aus der Steiermark einen anderen Namen tragen müssen, werden sie e.g. als Suhudler oder Juhudler bezeichnet.

## Sortenmerkmale und Typizität
Der Wein wird aus den Trauben von Hybridsorten hergestellt, die sogenannte Direktträger sind. Diese besitzen eine gute Resistenz gegen die Wurzelreblaus und bestimmte Pilzkrankheiten. Deshalb müssen sie kaum gegen Peronospora und Oidium behandelt werden.
Die Trauben sind rote, seltener auch weiße Hybridsorten, die aus Kreuzungen der europäischen Spezies Vitis vinifera mit der amerikanischen Vitis labrusca und Vitis riparia entstanden sind: Concord, Elvira, Delaware, Noah, Isabella, Othello und Clinton. Bis 2016 wurde auch die Sorte Ripatella als eigene Rebsorte betrachtet, eine wegen eines Rechtsstreits um die Anordnung der Rodung von Ripatella-Stöcken gerichtlich angeordnete DNA-Analyse ergab aber, dass die Sorten Ripatella und Concord identisch sind (siehe Concord, Herkunft).
Die Weine der Uhudlersorten sind meist sehr säurebetont, das Bukett ist äußerst intensiv und erinnert an Walderdbeeren, Himbeeren oder schwarze Ribiseln (Johannisbeeren). Dieser charakteristische Geschmack wird als Fox-Ton bezeichnet, und war für die europäischen Weintrinker des späten 19. Jahrhunderts relativ ungewohnt. Seine Farbe variiert je nach Sorte und Herkunft von Zartrosa und hellem Kirschrot zu Ziegelrot oder Zwiebelschale bei roten Sorten, und blassem Stroh- bis Hellgelb bei weißen Sorten. Der Alkoholgehalt liegt durchschnittlich bei 11 % und die ideale Trinktemperatur zwischen 7 und 10 Grad Celsius.
Aufgrund eines höheren Pektingehalts der Früchte hat der Uhudler einen geringfügig höheren – gesundheitlich aber nicht bedenklichen – Methanolgehalt als Wein aus europäischen Rebsorten.
Die wichtigsten Rebsorten:

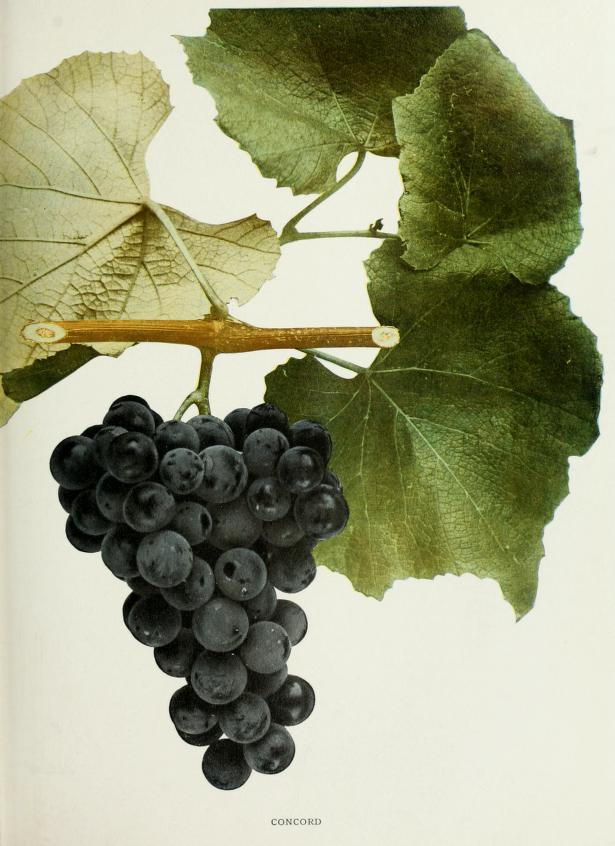
Concord
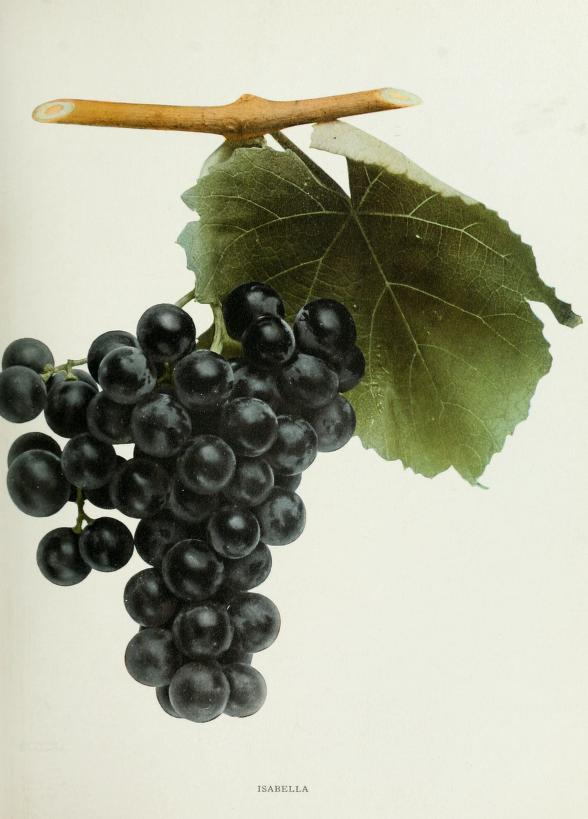
Isabella
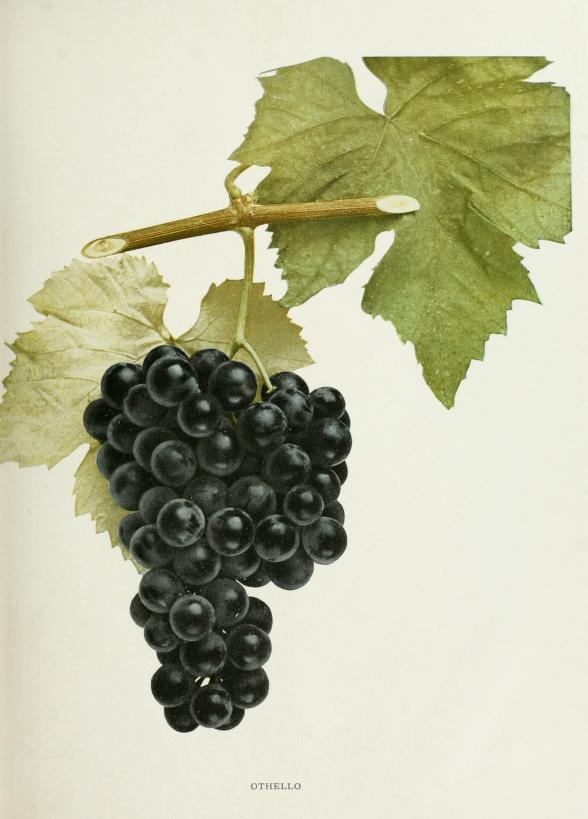
Othello
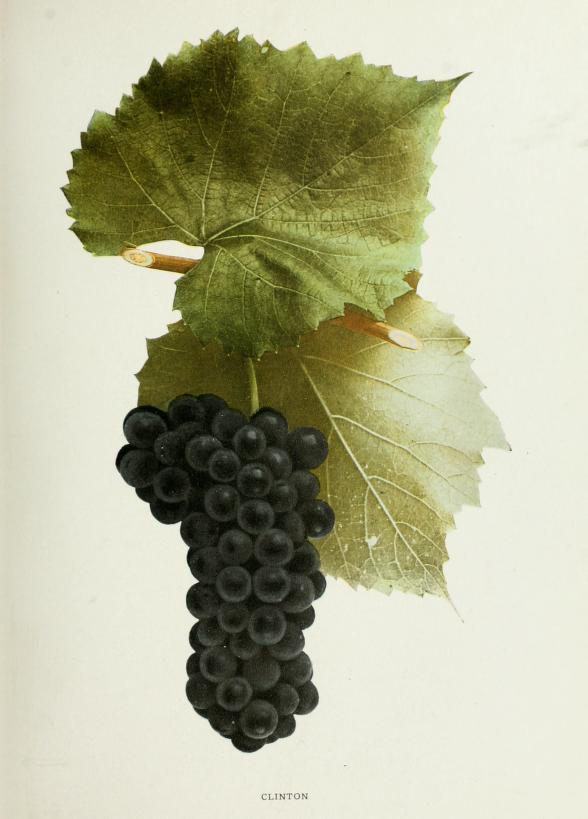
Clinton
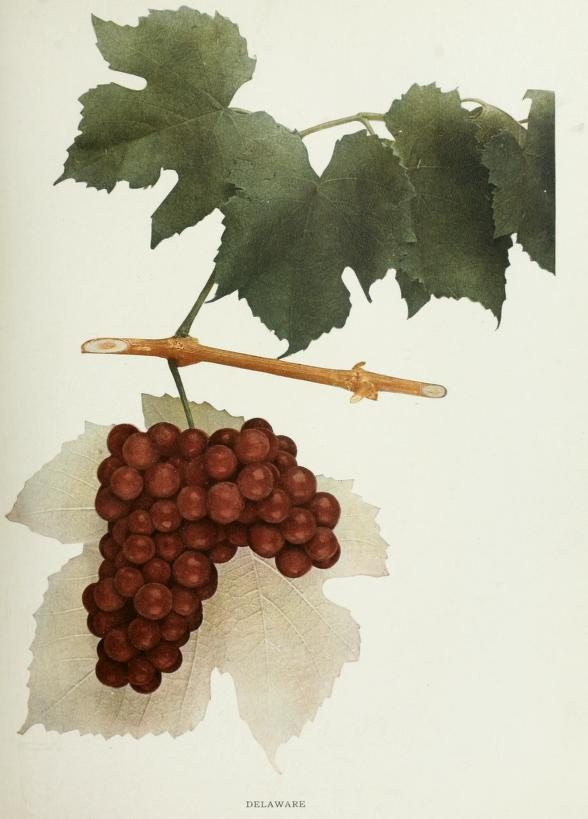
Delaware
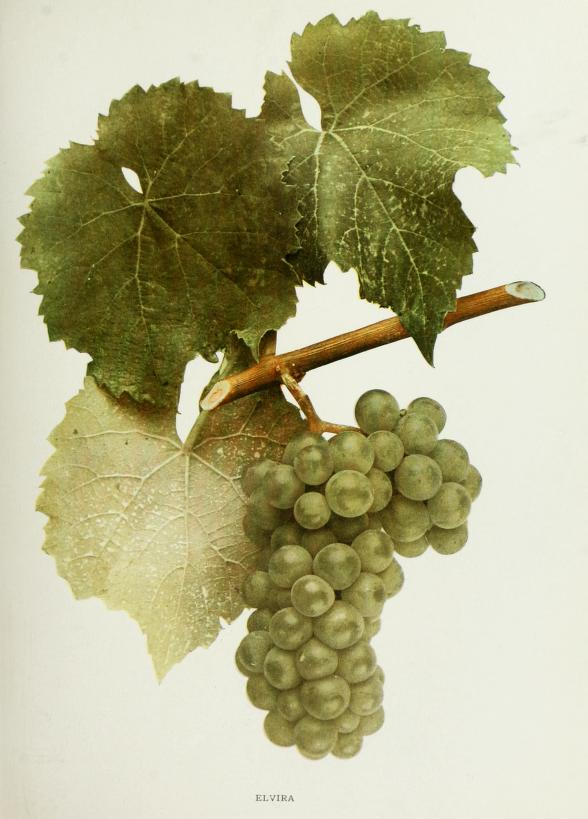
Elvira
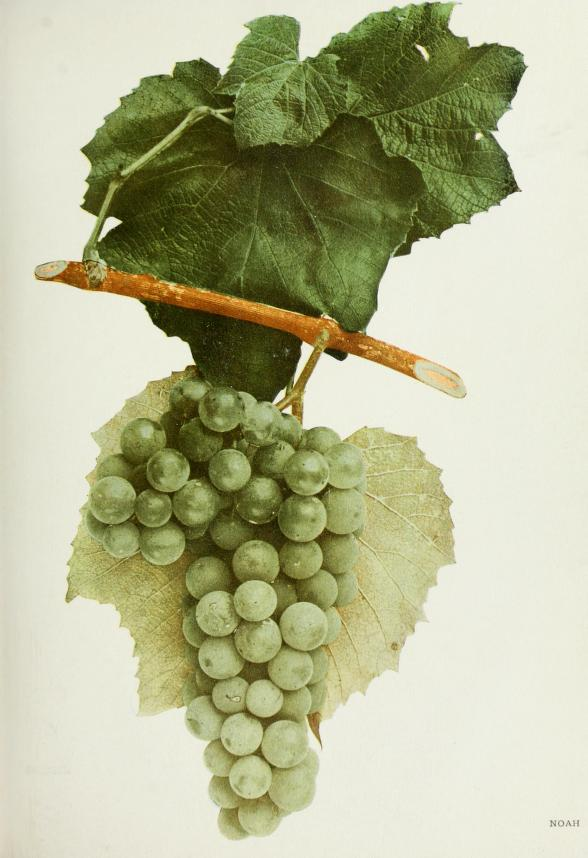
Noah

## Geschichte

### Import und Verbreitung
Im späten 19. Jahrhundert kam es zu einer Krise in der europäischen Weinwirtschaft, die durch großflächige Zerstörungen der Weinkulturen durch den echten Mehltau, die Peronospora und die aus den USA eingeschleppte Reblaus ausgelöst wurde. Da die europäischen Rebsorten keinen Abwehrmechanismus gegen den neuen Schädling hatten, vernichtete die Reblaus den Großteil der europäischen Weinsorten. Nachdem sie 1869 in Österreich-Ungarn das erste Mal nachgewiesen wurde, wurde sie mit teils drastischen Mitteln bekämpft – unter anderem mit hochgiftigen Bleimischungen. Gleichzeitig wurde versucht, anderweitig Wein zu produzieren – im niederösterreichischen Tullnerfeld etwa durch verstärkten Ribiselanbau.

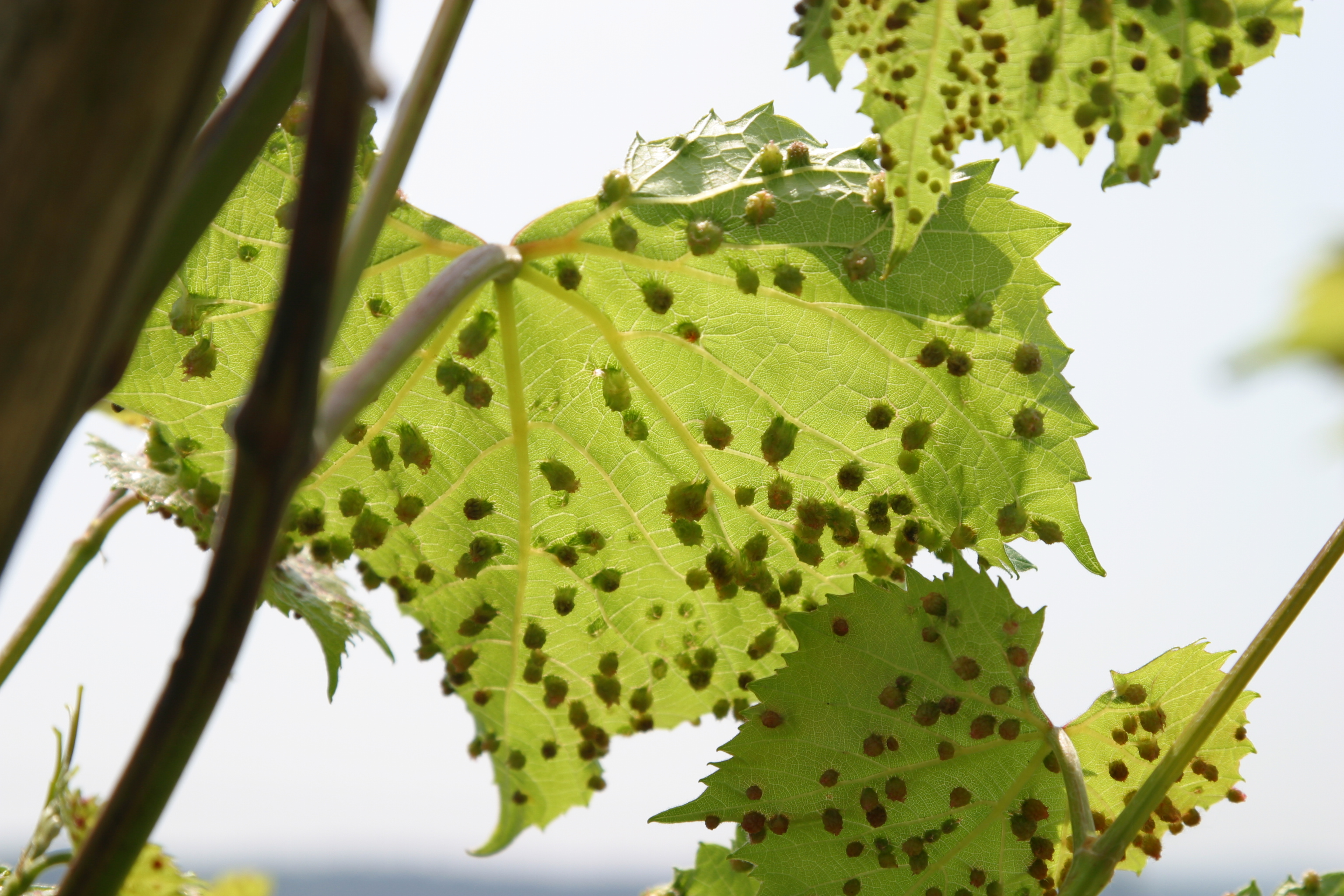
Durch Rebläuse verursachte Blattgallen an der Unterseite eines Weinrebenblattes

Als Landwirtschaftsexperten die Reblausresistenz der amerikanischen Weinsorten erkannten, wurden diese in großer Zahl nach Europa importiert. Sie wurden entweder mit der heimischen Vitis vinifera gekreuzt oder als Unterlagsreben für eine Veredelung mit europäischen Sorten verwendet. Aufgrund der hohen Kosten dieser Kreuzungen wurden diese Verfahren größtenteils aber nur in Regionen angewandt, in denen Weinbau als Haupterwerbsquelle diente. Im ärmlichen Süden des damaligen Deutschwestungarn – in dem Weinbau nur im Nebenerwerb oder zum Eigenverbrauch betrieben wurde – baute man die amerikanischen Sorten unveredelt an und ließ sie direkt tragen (daher auch die Bezeichnung Direktträger).

### Beschränkung und Verbot
Da man lange Zeit annahm, der Wein von Direktträgern sei aufgrund eines hohen Anteils an Fuselölen und Methanol gesundheitsschädlich, kam es im 20. Jahrhundert zu einer schrittweisen Einschränkung von Produktion und Vertrieb. 1929 wurde eine Kennzeichnungspflicht für Direktträgersorten eingeführt, 1936 ein Auspflanzungsverbot und 1937 ein Verbot der Inverkehrsetzung von Verschnitt aus Edelweinen und Direktträgern. Nach einer behördlichen Anordnung von 1946 mussten bis Ende desselben Jahren 75 % der Anbauflächen gerodet werden. 1961 kam es zu einem totalen Verkehrsverbot und einer Beschränkung auf einen Haustrunk – dadurch war die Produktion nur für den Eigenverbrauch erlaubt. Dieser wurde 1971 auf 400 Liter pro Kopf und Jahr sowie 3000 Liter Höchstmenge pro Betrieb beschränkt.
Im Jahr 1985 wurde der Begriff Haustrunk im Zuge der Verschärfung des österreichischen Weingesetzes aufgrund des Glykolwein-Skandals aus dem Weingesetz gestrichen. Direktträgersorten wie die des Uhudler galten als nachgemachter Wein bzw. weinähnliches Getränk und waren somit nicht verkehrsfähig. In dieser Zeit wurden vor allem im Südburgenland tausende Liter Uhudler von Kellereiinspektoren ausgeleert und so vernichtet.

### Erkämpfte Legalisierung
Die Winzer der Region versuchten sich gegen das Verbot zu wehren – teilweise mit rebellischen Methoden. Einer der bekanntesten dieser Weinbauern war der Heiligenbrunner Johann Trinkl, der wegen seines Erscheinungsbildes auch Rübezahl genannt wurde. Er ignorierte das Verkaufsverbot, wurde 1986 dafür gerichtlich verurteilt, nutzte Gesundheitsprobleme durch einen erlittenen Herzinfarkt aber, um den Kellerinspektoren mehrfach den Zutritt zu seinem Weinkeller zu verwehren und so die gerichtlich angeordnete Vernichtung seines Uhudler zu verhindern.

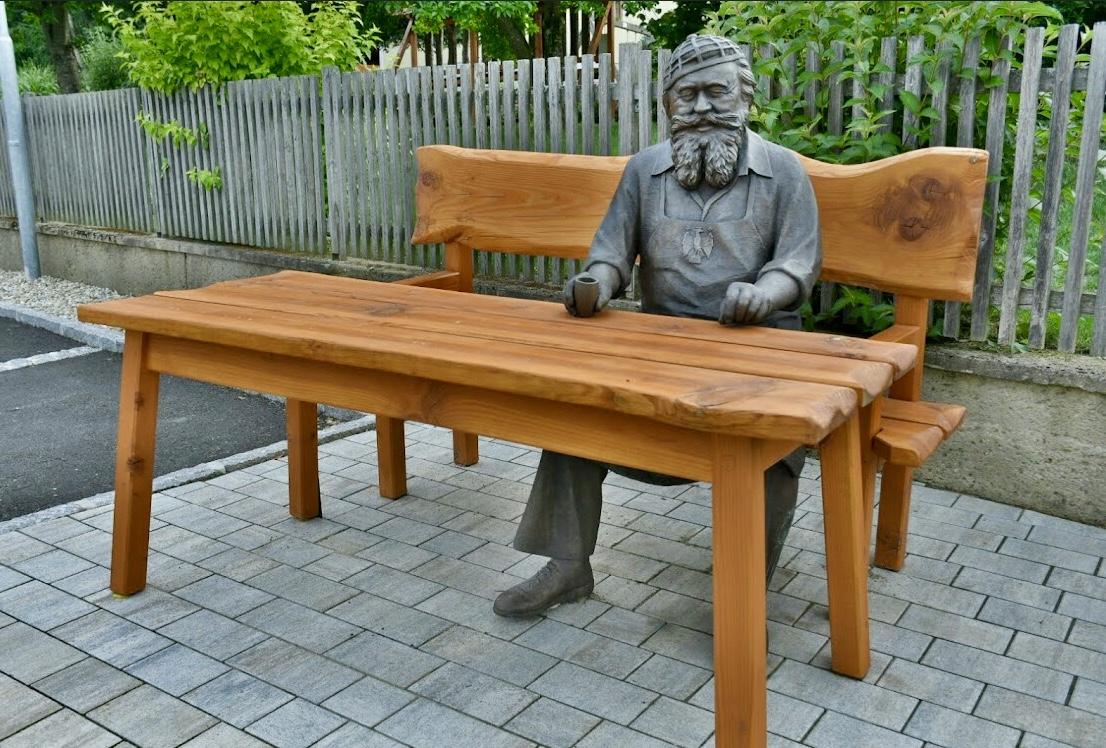
Bronzeskulptur für Rübezahl Johann Trinkl vor dem Öko-Energiegarten in Heiligenbrunn

1987 wurde in acht Gemeinden der Bezirke Güssing und Jennersdorf der Verein der Freunde des Uhudler gegründet, 1989 die Wort- und Bildmarke Uhudler beim Patentamt angemeldet. Durch Vorsprachen bei politischen Entscheidungsträgern und in Auftrag gegebene wissenschaftliche Gutachten, die die vermutete Schädlichkeit der Direktträgersorten widerlegten, erreichte man die Legalisierung der Uhudlersorten. Auf Basis des Österreichischen Weingesetzes von 1992 darf der Wein heute in 25 südburgenländischen Gemeinden angebaut und verkauft werden.

### EU-Weinmarktordnung
Mit dem Beitritt Österreichs zur Europäischen Union 1995 bekam die EU-Weinmarktordnung rechtlich Gültigkeit. Laut dieser sind nur sogenannte klassifizierbare Weinsorten zugelassen. Die Klassifizierung obliegt zwar grundsätzlich den Mitgliedsstaaten selbst, bei den klassifizierbaren Sorten muss es sich aber zumindest um eine Kreuzung mit der Edelrebe Vitis vinifera handeln. Da man ursprünglich annahm, dies treffe auf die Sorten Concord, Delaware, Elvira und Ripatella nicht zu, wurden diese laut Rebsortenklassifizierung der Burgenländischen Weinbauverordnung, Landesgesetzblatt Nr. 25/2003 nur bis Ende 2030 vorübergehend zugelassen. Gleichzeitig wurde jede Neuauspflanzung rechtlich verboten.

## Aktuelle Rechtslage
Im Jahr 2016 kam es im Zuge von Rechtsstreitigkeiten über behördliche Rodungsbescheide – für nach 2003 vermeintlich illegal neu angepflanzte Rebstöcke – zu einer DNA-Analyse der Uhudlersorten beim Julius Kühn-Institut im Auftrag des Landesverwaltungsgerichtes Burgenland. Diese Analyse ergab einerseits, dass die Sorten Ripatella und Concord genetisch ident sind, andererseits, dass es sich bei den Sorten Delaware, Concord und Elvira um Kreuzungen der Edelrebe Vitis vinifera subsp. vinifera mit anderen Arten der Gattung Vitis handelt. Dadurch konnten diese zusammen mit den Sorten Amadeus, Bogni 15, Bolero, Boris, Breidecker und Evita in das burgenländische Weingesetz aufgenommen werden und die nur vorübergehende Zulassung bis 2030 ist dadurch obsolet.
Die Sorten Clinton, Herbemont, Isabella Jacquez, Noah und Othello wurden im selben Jahr per Nationalratsbeschluss als Obstwein deklariert. Sie können daher legal angebaut und vertrieben werden, obwohl sie die Voraussetzungen für eine Rebsortenklassifizierung gemäß der EU-Weinmarktordnung nicht erfüllen. Direktträgerweine, die nicht mit der Edelrebe Vitis vinifera gekreuzt sind, dürfen in der EU weiterhin nicht als Wein klassifiziert werden.
Ein vom Europaabgeordneten Thomas Waitz eingebrachter und von der EU-Kommission gestützter Gesetzesänderungsantrag, den Anbau einiger Direktträgerweinsorten in Mitgliedsstaaten mit traditionellen Sorten zu erlauben, fand 2019 keine Mehrheit im Europäischen Parlament. Damit ist deren Anbau weiterhin nur im Burgenland und – auf einer Fläche von 40 ha – in der Steiermark erlaubt.

## Fotogalerie

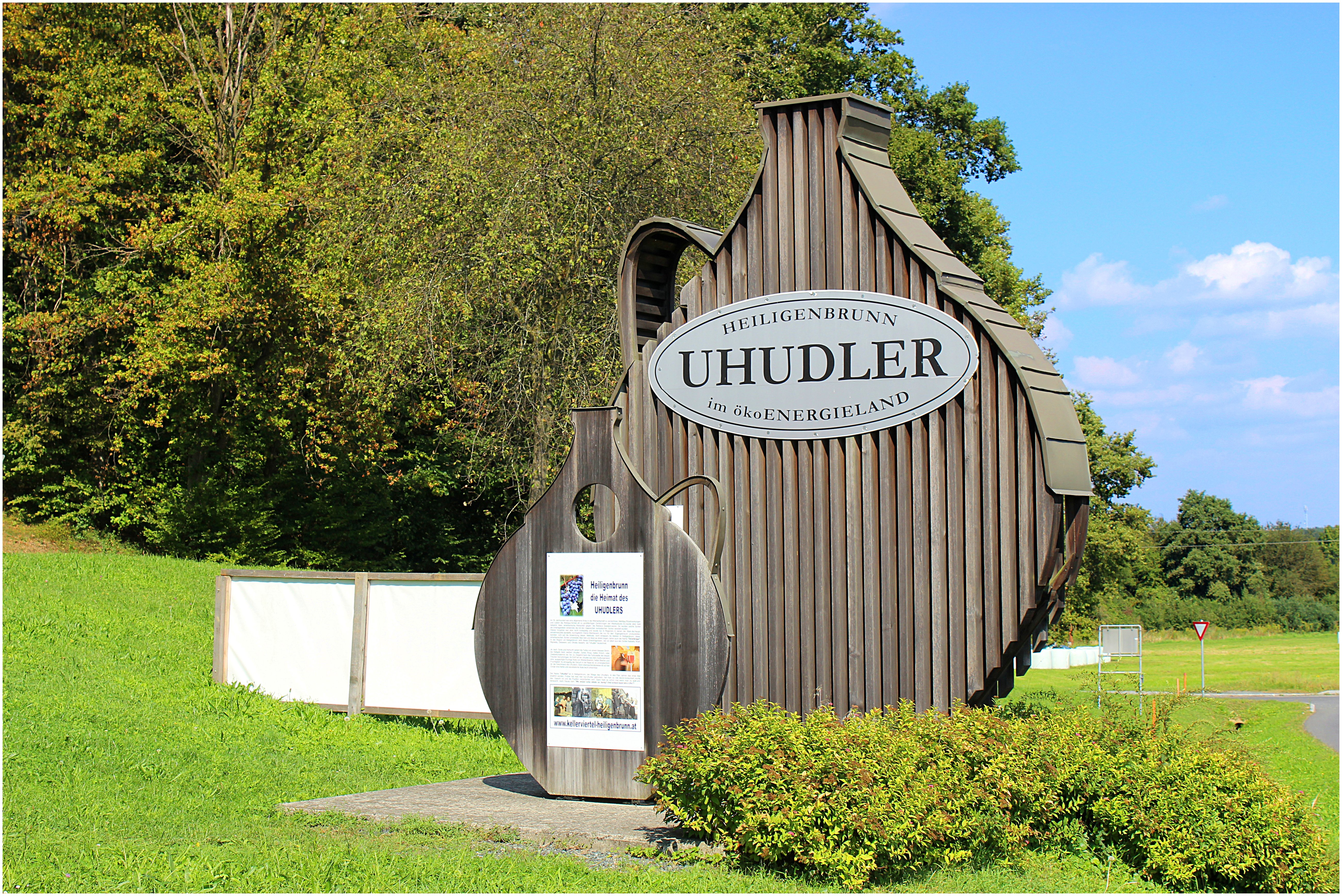
Holzplutzer am Ortseingang von Heiligenbrunn
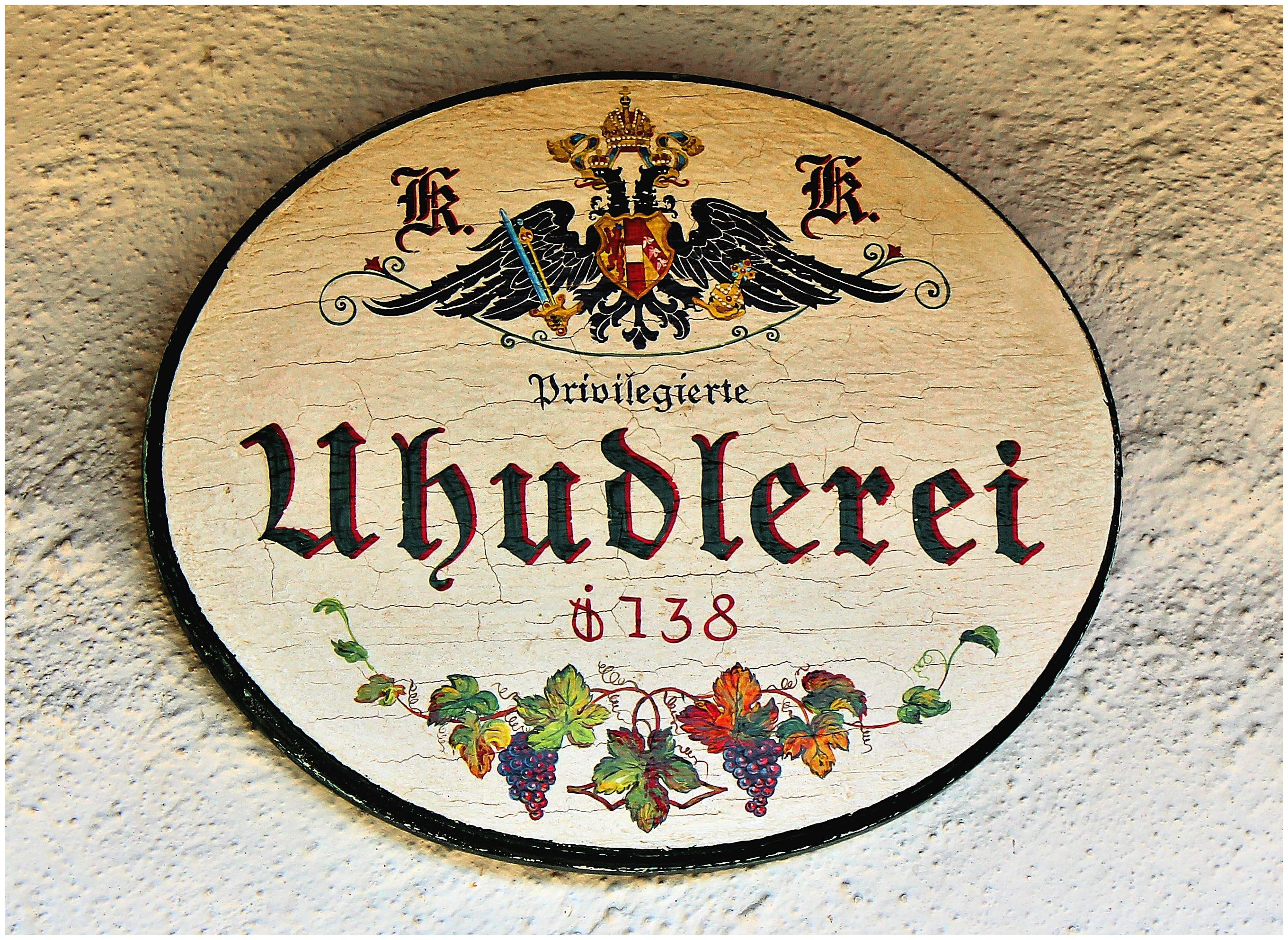
Kellereischild in Heiligenbrunn
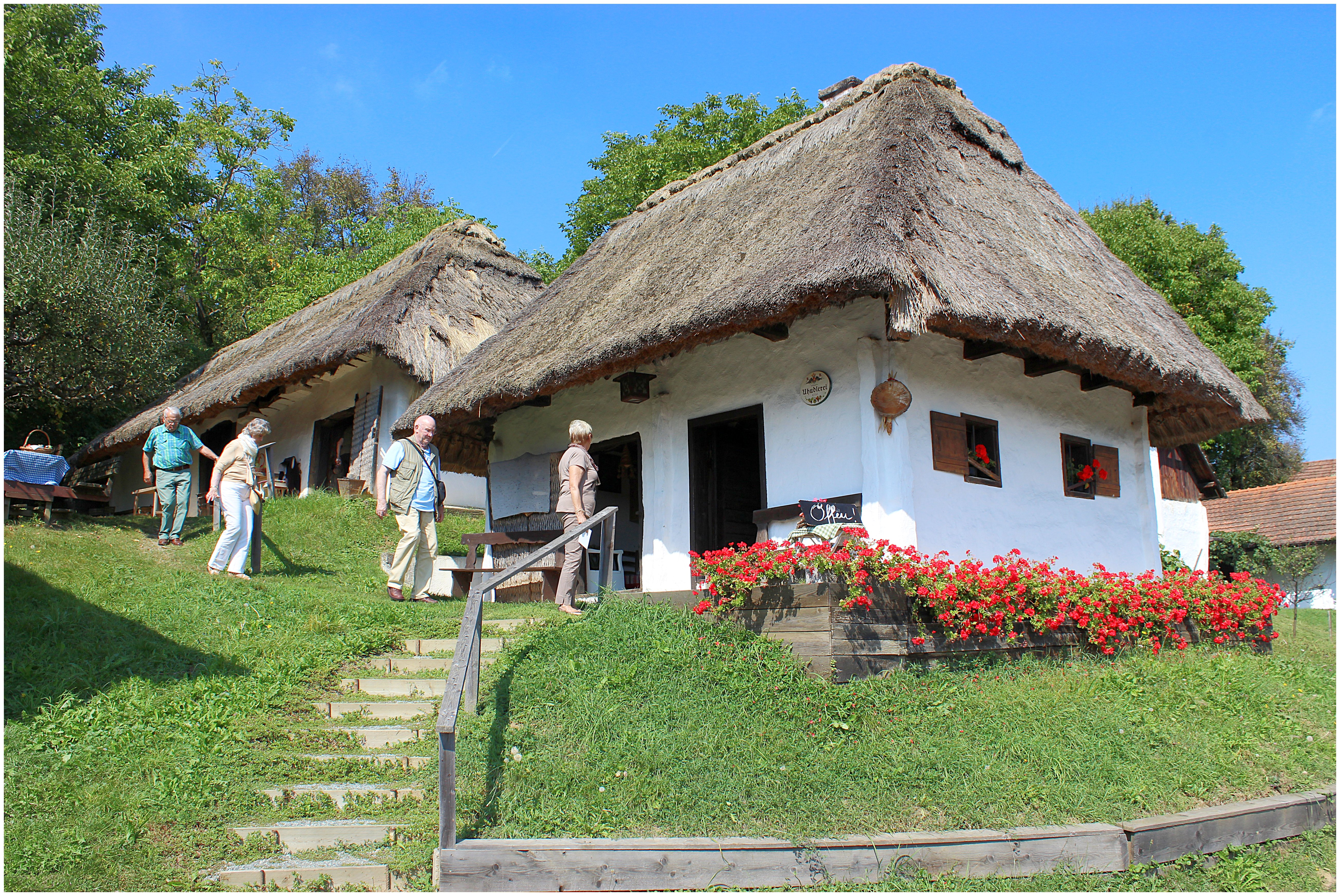
Besucher im Uhudler-Kellerviertel Heiligenbrunn
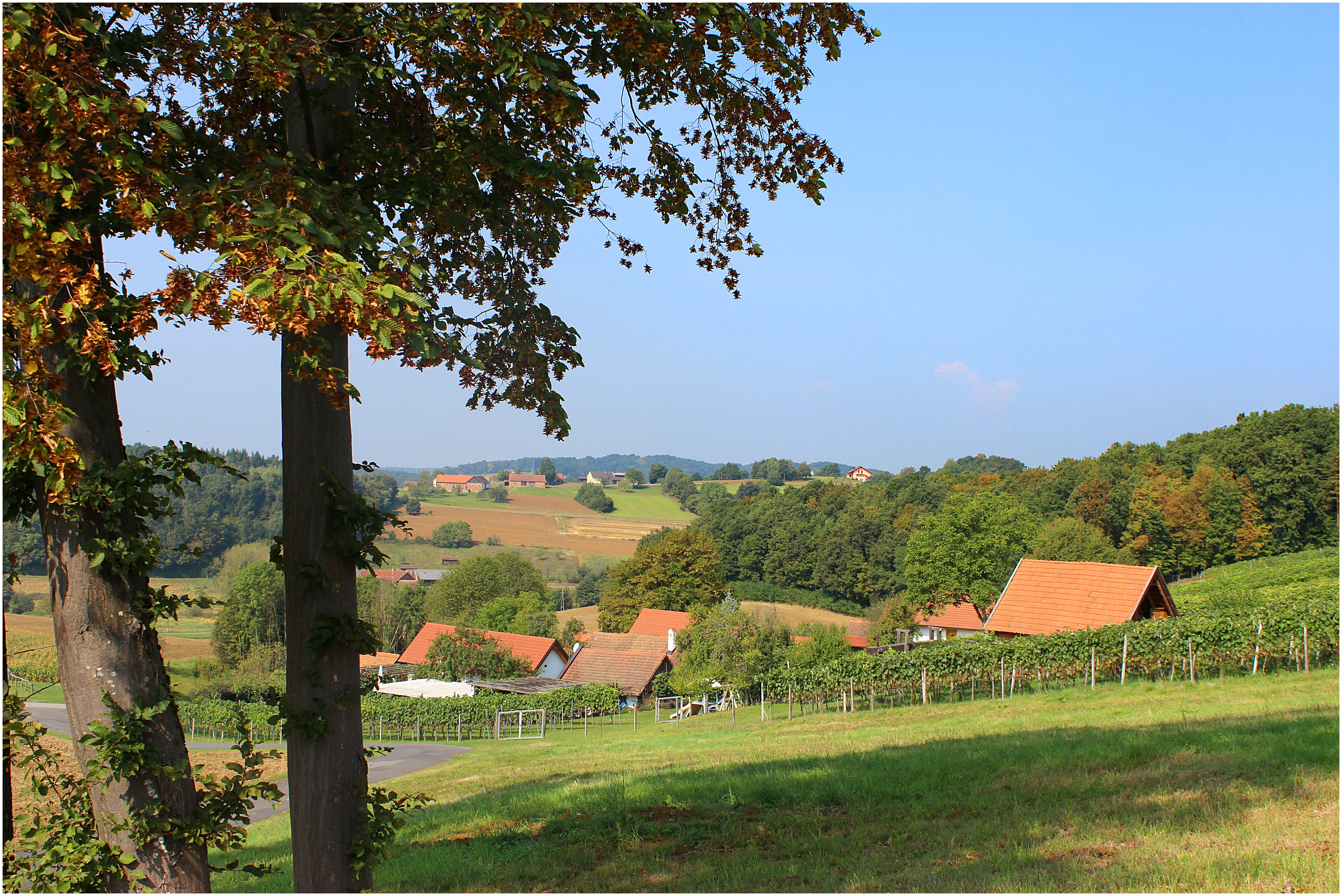
Das Uhudler-Viertel von Eltendorf
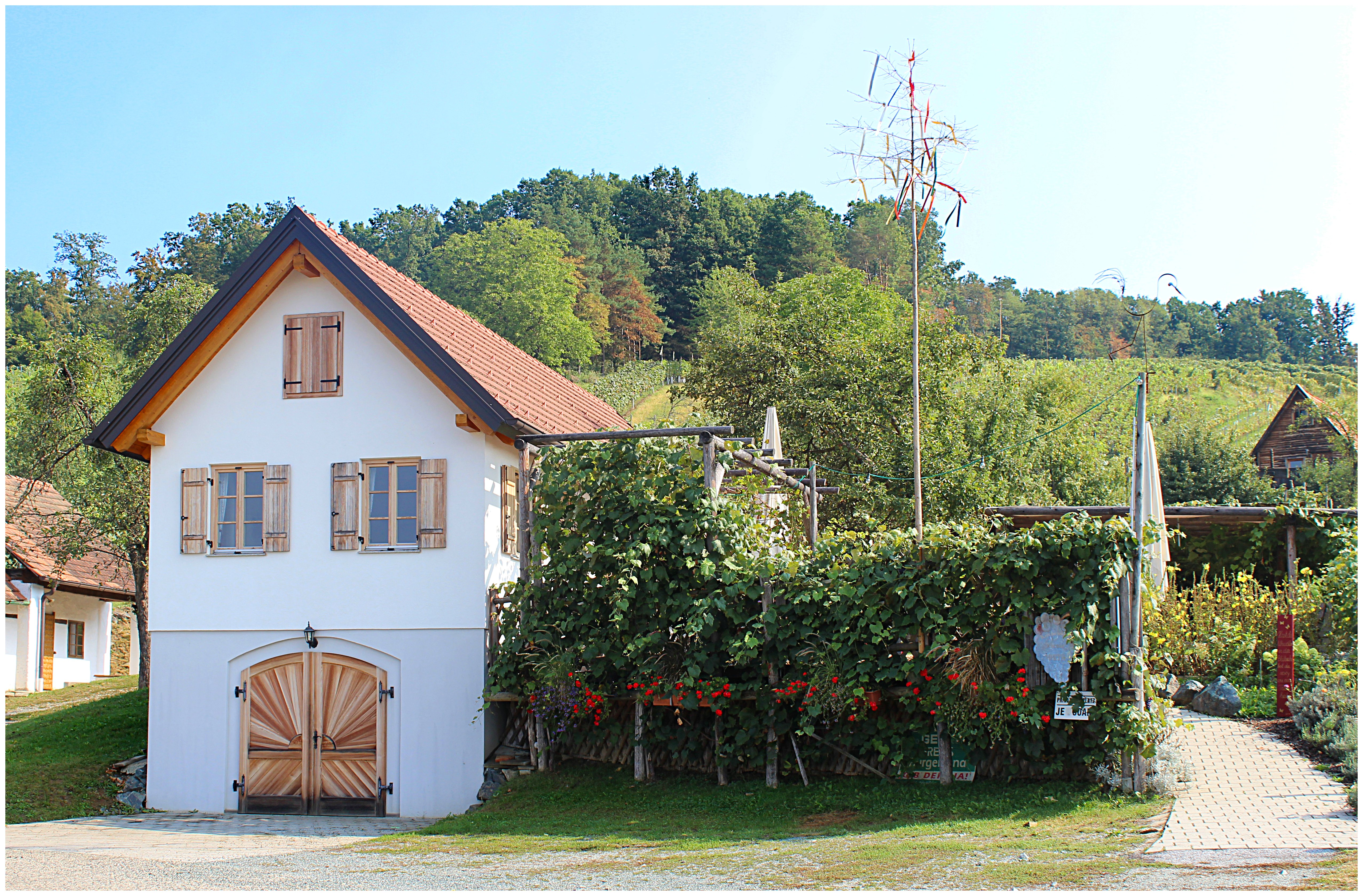
Buschenschank im Uhudler-Viertel von Eltendorf
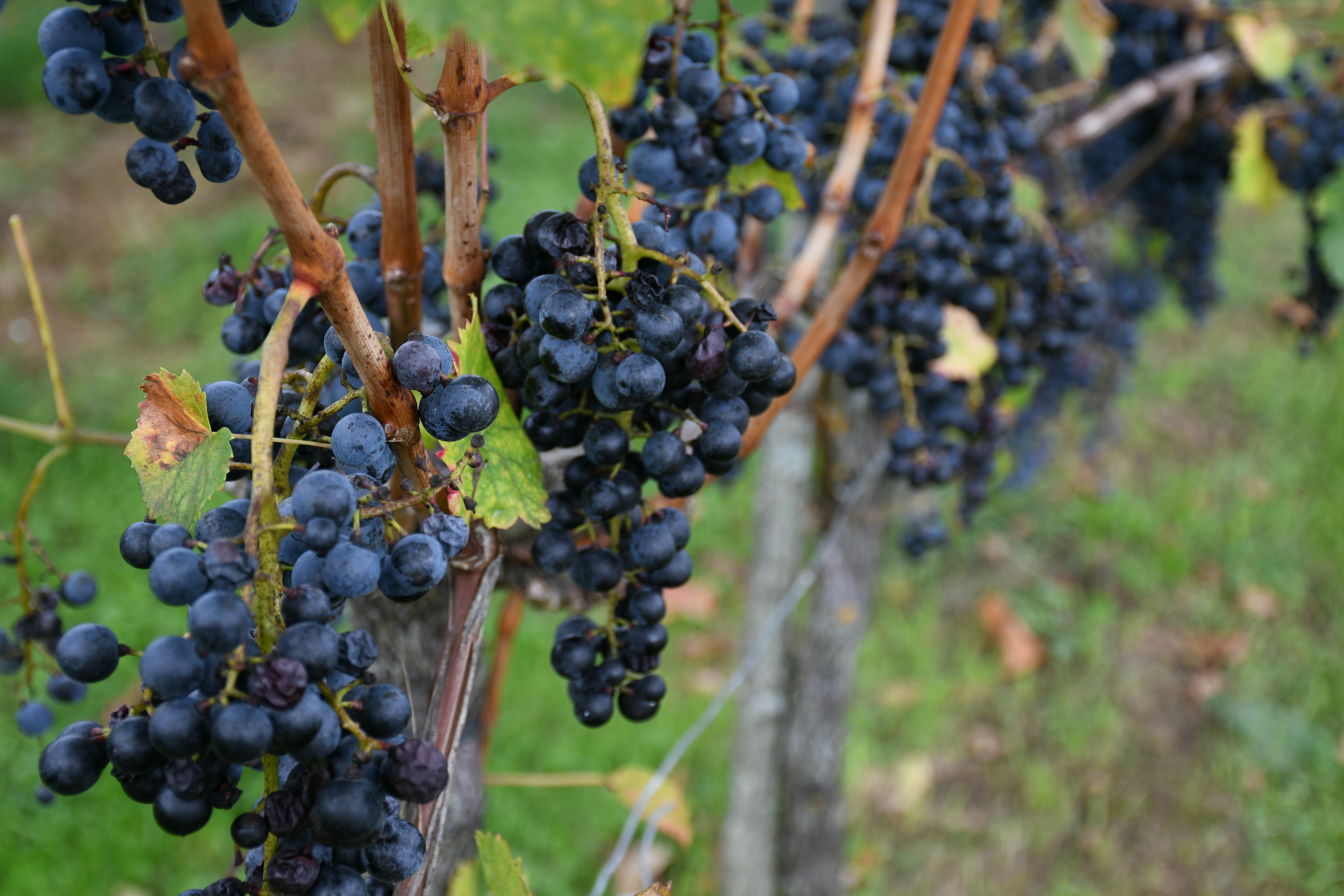
Uhudlertrauben am Zeinerberg in Heiligenbrunn